# Transição capilar
A transição capilar é o processo em que uma pessoa decide abandonar o uso de produtos químicos para alisar ou modificar a estrutura natural de seu cabelo e permite que ele cresça naturalmente em sua forma original. Geralmente, a transição capilar ocorre quando alguém decide parar de usar produtos como relaxantes químicos, alisamentos permanentes, alisamentos com chapinha ou qualquer outra técnica que altere a textura natural do cabelo.

## Definição
Durante a transição capilar, o cabelo passa por uma fase de crescimento, onde a nova raiz natural cresce ao lado da parte alisada ou processada quimicamente. Essa fase de transição pode ser desafiadora, pois o cabelo pode apresentar diferentes texturas e exigir cuidados específicos. Algumas pessoas optam por cortar a parte alisada ou processada quimicamente gradualmente ao longo do tempo, enquanto outras preferem fazer um grande corte, eliminando imediatamente as partes tratadas.
Durante a transição capilar, é comum adotar práticas de cuidados especiais para a nova textura do cabelo em crescimento. Isso pode incluir a utilização de produtos naturais, técnicas de hidratação intensiva, coquinhos, twists, tranças, penteados protetores ou outras formas de manipulação que minimizem a quebra e preservem o crescimento saudável do cabelo natural.
A transição capilar é um processo pessoal e pode ter diferentes significados para cada pessoa. Para alguns, pode ser uma jornada de autoaceitação, abraçando sua identidade e beleza natural. Para outros, pode ser uma oportunidade de experimentar estilos e texturas diferentes. Em última análise, a transição capilar é uma decisão individual que permite que cada pessoa se reconecte com seu cabelo natural e explore sua diversidade.

## Conceito
O conceito de Transição Capilar surge a partir de comunidades de mulheres negras, primeiro nos Estados Unidos e depois com adeptas no Brasil, que, frente à necessidade de lidar com a transição de um cabelo alisado artificialmente para o natural, passam a trocar experiências, dicas e conselhos sobre esse processo. Posteriormente, o feminismo negro passa a analisar esse fenômeno em meio aos debates sobre como os sistemas de dominação racista e machista se interpelam e criam novas formas de opressão que afetam as vidas de mulheres negras. Relacionado a isso, a ideologia do branqueamento e outras chaves de entendimento baseiam o estudo sobre como o constante repúdio às estéticas e às corporeidades negras afetam a relação de pessoas negras – especialmente as mulheres – com os seus cabelos.
Dessa forma, o racismo, entendido aqui como um sistema de dominação historicamente construído e naturalizado, e com implicações tanto materiais quanto subjetivas, cria dispositivos (teias de relações discursivas e não-discursivas) que tornam a sociedade um ambiente hostil às características associadas aos corpos negros em prol de exaltar as características associadas aos corpos brancos, que seriam os seus "opostos" num binarismo bonito/feio. Esses processos estão relacionados a agendas teóricas e políticas cujos objetivos são o apagamento das estéticas e subjetividades negras na sociedade – a ideologia do branqueamento –, o que torna, diante disso, os cabelos crespos e cacheados feios diante dos cabelos lisos.
Assim, muitas pessoas passam a recorrer, seja por escolha própria, coerção dos amigos ou, em muitos casos, desde a infância, no ambiente familiar, aos processos de alisamento do cabelo. Acerca desse aspecto, também percebe-se que há a criação de uma dualidade entre os cabelos crespos e cacheados serem "bagunçados" e "trabalhosos" na hora do cuidado, e os lisos serem "comportados" e "práticos", o que reforça uma estética racista em favor da ideologia do branqueamento.
O processo de transição também abarca uma série de questões subjetivas na autopercepção dos indivíduos e na percepção dos outros. Dessa forma, a transição capilar é entendida como um empoderamento individual do sujeito, mas que também têm implicações sociais, visto que esse sujeito se torna uma referência para os outros. A partir disso, há uma construção de uma outra narrativa de si quando se faz frente aos discursos racistas dominantes, o que implica também em uma mudança na forma como você se enxerga.
Cabe ressaltar que o processo de transição capilar não é definido apenas pelo indivíduo, tendo em vista que segue certas normas ou padrões dos ambientes as quais as pessoas estão inseridas, como a influência das redes de apoio online ou presencial e as empresas que lançam marcas de produtos destinados ao público que passa por transição capilar, junto das influenciadoras digitais que se tornam embaixadoras deles. Nem sempre esses processos estão acompanhados de debates acerca do racismo ou autopercepção, mas é explícita a visibilidade que dão às estéticas e corporeidades negras.

## Transição Capilar Como Movimento Político
O país marcado historicamente pela desumanização e subalternização de pessoas negras segue com uma agenda política racista de desvalorização de tais indivíduos. A incidência do racismo estrutural no âmbito subjetivo é sentida na pele por pessoas negras e um de seus sintomas é o auto-ódio. A todo instante, traços etnicamente associados às pessoas negras são tratados como algo a ser mudado, corrigido ou melhorado. Concomitante a isso, traços etnicamente associados às pessoas brancas são tratados como a solução, o modelo a ser alcançado, aquilo que deve ser desejado.
Desse movimento duplo, o resultado é a imposição de um padrão de beleza que não contempla pessoas negras e que atende a interesses de supremacia branca. O alisamento de cabelos crespos é emblemático dessa questão. A fórmula segue a mesma: Cabelos crespos e cacheados são tratados como algo a ser mudado, associados à sujeira, falta de cuidado… Ao passo que cabelos lisos são desejados, vendidos como o ideal de cabelo bonito.
Em antagonismo a essa questão, um movimento começa a ganhar força em meados de 2014: A transição capilar. Esse movimento busca resgatar a autoestima, que foi tirada de pessoas negras em nome de um padrão de beleza que não as abrange, a partir da valorização de cabelos naturalmente crespos e cacheados.
É importante que se destaque que esse movimento vai muito além de uma outra forma de utilizar o cabelo. A transição capilar envolve uma dor coletiva que permeia a história de diversas pessoas negras. Acima de tudo, se trata de um processo de cura de um trauma causado pelo racismo.
A valorização das texturas cacheadas e crespas marca um avanço em direção à conquista de mais direitos para a população afro-diaspórica e representa uma quebra com as perspectivas ocidentais do que é belo.

## Transição Capilar no Brasil
A importância de pautar sobre a transição capilar, e com isso a quebra de padrões que a colonização ocasionou.
Mas no Brasil como ao abordar sobre a transição capilar, vem por meio de uma luta de uma auto afirmação de identidade, porém ao falar de resistência e de auto afirmação como indivíduo, a sua própria identidade começou por volta do anos 70.
O movimento de transição capilar é um espaço de articulação política, assim ressaltando sua identidade negra.
Mas essa trajetória de luta não foi e ainda é um processo de que o indivíduo passa por vários constrangimentos na sociedade brasileira.
Há muito tempo foi dito a mulheres negras que um cabelo liso, é uma forma de pessoa limpa, organizada, um cabelo mais prático,etc. O cabelo crespo era visto como;cabelo feio, pessoa suja.
Apesar de todas essas circunstâncias, a pessoas que tinha cabelo crespo, e a mesma além de piadinhas que a sociedade coloca, a pessoa não via que ao falar que o seu cabelo era feio, não se via que ela estava praticando um ato de opressão. Ressaltando que a história impõe que aquele cabelo não era ideal, e sendo assim a sociedade era opressora.
Mas isso não quer dizer que a mulher deixe de se cuidar, além do mais, ao longo do processo de que o cabelo também faz parte de autodeterminação de uma cultura, de uma identidade de sua soberania .
Para que chegasse a ponto que as mulheres começassem o processo de transição capilar, foi um processo doloroso, como mencionado acima elas sofriam toda forma de racismo, e quanto isso machuca, mas também o cabelo é seu poder, que representa a sua religião, sua identidade, sua beleza a sua riqueza.
O cabelo é um símbolo de quebra de paradigmas que muitos deles foram criados para oprimir essas pessoas.
Portanto o Brasil como entre outros países a desconstrução desse paradigma de foi lento e doloroso. Mas o movimento de transição capilar é um aspecto de desconstrução de pensamento racista dentro de instituições, de um pensamento social.
Com isso ponderando o corpo, a cultura, e demarcando posição moral e principalmente integrando os valores na construção de uma sociedade e que este sujeito tem os mesmos direitos. O cabelo não define melhor ou pior na sociedade e sim o seu poder identitário.

## Transição Capilar e Racismo
A relação entre a transição capilar e o racismo remonta a tempos antigos, quando a concepção eurocêntrica estabeleceu padrões de beleza pautados por uma pele clara e cabelos lisos, marginalizando as características naturais dos cabelos crespos e afro. Assim, o racismo estrutural permeia não somente a pele, mas também os cabelos, relegando os cachos a um status de inferioridade.
Um dos estereótipos mais comuns associados aos cabelos crespos está relacionado à falta de higiene, além de frequentes comentários sobre o aspecto desalinhado desses cabelos. A sociedade exerce uma influência significativa nesse contexto, promovendo uma pressão para que os indivíduos adotem cabelos lisos como uma norma de aceitação social. Esse cenário torna a transição capilar uma jornada desafiadora, especialmente para aqueles que decidem enfrentá-la na idade adulta ou adolescência, após anos de alisamentos.
No entanto, a transição capilar não é apenas um processo individual de aceitação e amor próprio, mas também uma forma de resistência e empoderamento contra o racismo. Ao abraçar a beleza natural dos cabelos afro, os indivíduos afirmam sua identidade e valorizam suas heranças raciais, desafiando os padrões estabelecidos pela sociedade. Essa atitude representa uma quebra de paradigma e uma afirmação de orgulho e autenticidade.
A auto aceitação desempenha um papel fundamental nesse processo. Ao aceitar e amar os cabelos cacheados, a pessoa fortalece sua saúde mental e emocional, construindo uma relação positiva com sua aparência e identidade. Esse sentimento de aceitação reflete-se em uma maior confiança e autoestima, impactando positivamente a vida das pessoas em diversos aspectos.
Para combater o racismo relacionado aos cabelos cacheados, é essencial que a sociedade adote uma postura mais inclusiva e respeitosa. Isso envolve evitar comentários preconceituosos, desde a infância, e permitir que as crianças mantenham seus cachos, sem pressões para alisá-los. Ao desconstruir os estereótipos negativos e promover a valorização da diversidade capilar, é possível criar um ambiente mais igualitário e acolhedor para todos.
Existem diversas histórias inspiradoras de personalidades públicas que passaram pela transição capilar e enfrentaram o racismo de forma empoderada. Cantoras como Iza e Ludmilla são exemplos de artistas que assumiram seus cabelos cacheados e se tornaram ícones de representatividade, inspirando milhares de pessoas a abraçarem sua beleza natural.
Em suma, a transição capilar e o racismo estão intrinsecamente relacionados. A jornada de transição representa uma forma de resistência e empoderamento contra os padrões impostos pela sociedade, valorizando a beleza e a identidade do indivíduo. Ao promover uma sociedade mais inclusiva e aceitar diferentes tipos de cabelo, estaremos contribuindo para o combate ao racismo e criando um mundo mais igualitário, onde todos possam se orgulhar de sua herança capilar.